# 日本鉱業日立硬式野球部
日本鉱業日立硬式野球部（にほんこうぎょうひたちこうしきやきゅうぶ）は、茨城県日立市に本拠地を置き、日本野球連盟に加盟していた社会人野球の企業チームである。1972年に解散した。
運営母体は、金属製錬事業を手掛ける日本鉱業。

## 概要
1909年に久原房之助が鉱山を買収し日立鉱山として創業。その14年後の1919年に『日立鉱山硬式野球部』として創部。
1937年、都市対抗野球に初出場を果たす。その後、戦争の影響で休部するが戦後に活動を再開。
1955年、チーム名を『日本鉱業日立硬式野球部』に改称。チーム名改称後では初出場となった翌1956年の都市対抗野球ではベスト8まで進出した。
1972年12月、業績不振の影響を受け休部し、その後廃部となった。日立鉱山も1981年に閉山となった。
同じく日立市を本拠地とし、当チームと同時期に創部した日立製作所硬式野球部（もともと日立製作所は日本鉱業の前身の久原鉱業から分離独立した兄弟企業である）とはお互い切磋琢磨しあう間柄であり、2チームで行なっていた定期戦は「お山の早慶戦」とも呼ばれていた。

## 設立・沿革
- 1919年 - 『日立鉱山』として創部。
- 1937年 - 都市対抗野球に初出場（1回戦敗退）。
- 1955年 - チーム名を『日本鉱業日立』に改称。
- 1972年 - 解散。

## 主要大会の出場歴・最高成績
- 都市対抗野球大会 - 出場10回、8強1回（1956年）
- 日本産業対抗野球大会 - 出場7回
- JABA東京スポニチ大会 - 優勝1回（1967年）
- JABA広島大会 - 優勝1回（1971年）

## 主な出身プロ野球選手
- 三平晴樹（投手） - 1958年に大毎オリオンズに入団
- 中村修一郎（内野手） - 1959年に国鉄スワローズに入団
- 大野守（内野手） - 1960年に近鉄バファローに入団
- 嵯峨健四郎（投手） - 1960年に東映フライヤーズに入団
- 簾内政雄（投手） - 1967年ドラフト2位でサンケイアトムズに入団
- 高畠導宏（外野手） - 1967年ドラフト5位で南海ホークスに入団
- 千葉剛（投手） - 1969年ドラフト1位で広島東洋カープに入団
- 大沢勉（捕手） - 1970年ドラフト7位で東映フライヤーズに入団
- 鈴木康二郎（投手） - 1972年ドラフト5位でヤクルトスワローズに入団
- 高木孝治（投手） - 1972年ドラフト7位で近鉄バファローズに入団
- 鴨川清（捕手） - 退団後、日拓観光を経て、1972年ドラフト外で日拓ホームフライヤーズに入団

## かつて在籍していた主な選手・コーチ・監督
- 砂押邦信 - 監督として在籍。立教大学野球部監督時代に、長嶋茂雄を育てた。